# Picking (guitare)
 (décembre 2013).
Si vous disposez d'ouvrages ou d'articles de référence ou si vous connaissez des sites web de qualité traitant du thème abordé ici, merci de compléter l'article en donnant les références utiles à sa vérifiabilité et en les liant à la section « Notes et références ».

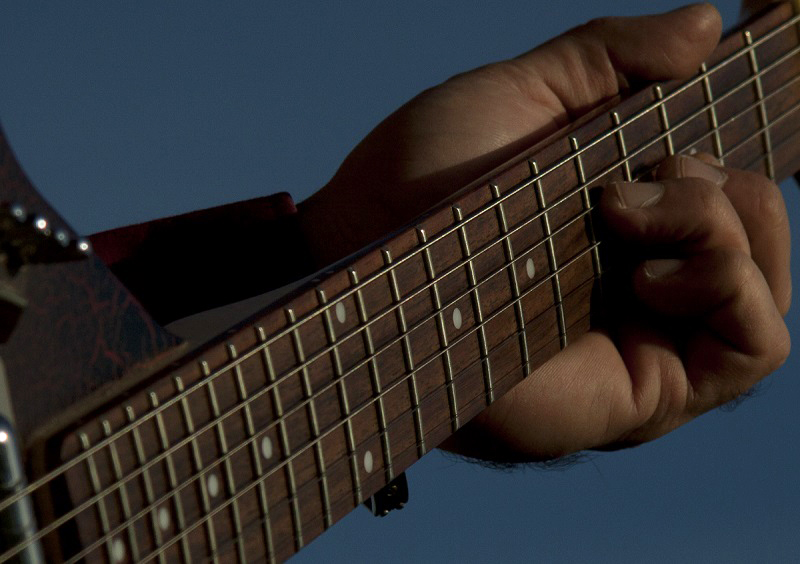

Le picking (ou finger-picking, littéralement « cueillette au doigt ») est une technique de jeu utilisée à la guitare (surtout l'acoustique). Elle est très répandue dans le blues et la musique country. Elle fut inventée au début du XXe siècle aux États-Unis, dans les États du vieux Sud, notamment dans les Appalaches (Carolines, Virginies).

## Technique de jeu
Le guitariste s'exprime seul, en général, sans aucun soutien orchestral et assure à la fois :
- le rythme par la ligne de basse jouée par le pouce, avec ou sans onglet, légèrement étouffée par la paume de la main,
- la percussion simulée par les coups d'onglet de pouce sur une ou plusieurs cordes, ce qui produit un effet de caisse claire,
- l'accompagnement en grattant de temps à autre les accords, puis
- la mélodie avec l'index, le majeur et l'annulaire, l'auriculaire restant la plupart du temps posé sur la table de la guitare.

Le jeu en picking fait partie des techniques de fingerstyle. Dans toutes ces techniques, chacun des doigts de la main droite comme de la main gauche est en fait un musicien. Les mouvements qui sont imposés à chaque doigt ne sont évidemment pas des mouvements naturels et nécessitent des exercices intensifs et réguliers.
Ce morceau illustre l'agilité et la précision requises de tous les doigts pour maîtriser cette technique ainsi que l'utilisation d'un artifice pour modifier le son de la guitare, ici un morceau de carton glissé entre les cordes près du chevalet pour évoquer un « steel drum ».
Parmi les guitaristes français utilisant (ou ayant utilisé) cette technique de jeu, et dans des styles très différents, on peut citer, entre autres, Pierre Bensusan, Marcel Dadi, Alain Giroux, Michel Haumont, Cisco Herzhaft, Christian Laborde, Jean-Félix Lalanne, et, parmi les guitaristes étrangers, Chet Atkins, Jorma Kaukonen , Doyle Dykes, Tommy Emmanuel, Jerry Reed, Elizabeth Cotten, Mark Knopfler, Leo Kottke, Brian Setzer, Jacques Stotzem, Merle Travis, Jack Treese, Doc Watson, Dick Annegarn,...
Certains guitaristes s'en sont fait une spécialité et jouent uniquement avec cette pratique, tel que le bluesman norvégien Bjorn Berge (avec des onglets), et le canadien Steve Hill (uniquement avec le bout des doigts).
Le finger-picking a pour modèle le style de jeu des pianistes de ragtime qui jouaient dans les cabarets. Il est d'ailleurs parfois désigné par ragtime-guitar. Cette technique s'apparente aussi au jeu à plusieurs doigts du banjo façon Earl Scruggs.

## Variantes
Des variantes existent : hybrid picking ou flat Picking utilisant plectre et doigts, mute picking...
Une technique ancienne, le Carter picking du nom de Maybelle Carter, du Trio Carter, qui l'apprit du guitariste Lesley Riddle, est un picking à deux doigts, simple et efficace, qui ne se joue qu'avec le pouce et l'index. D'autres guitaristes de country et de folk ont utilisé cette technique : Woody Guthrie, Joan Baez. Cette technique à deux doigts a vu son aboutissement avec le guitariste virtuose Merle Travis que ne jouait qu'avec le pouce et l'index, les trois autres doigts posés sur la guitare.
L'un des tout premiers grands virtuoses du finger-picking fut Sam McGee qui fut aussi le premier, dès 1926, à enregistrer ses œuvres. Il contribua à la vocation de nombreux guitaristes.
Initialement, la technique traditionnelle dite picking est la plus ancienne technique utilisée à la guitare (par opposition à la technique du plectre ou médiator, inspirée aux États-Unis par l'influence de la mandoline importée par les Italiens). Elle est aussi très proche du jeu de certains instruments africains comme la Kora, avec laquelle les musiciens utilisent seulement deux doigts pour pincer les cordes : le pouce pour les basses et des soli dans les cordes aiguës, l'index pour les trois cordes aigües pour la ligne mélodique (le majeur est utilisé occasionnellement selon le phrasé ou la vitesse d'exécution).
Les basses alternées sont prédominantes dans les musiques de la côte est des États-Unis. Le Blues du Sud Deep South Blues ou Blues du Delta repose sur des basses monotoniques ou percussives — le pouce frappe ou percute une corde ou deux cordes en guise de rythmique, un jeu qui libère les cordes graves et permet une plus grande liberté mélodique, surtout dans la réalisation de chorus improvisé ou non. Il arrive que dans un même morceau, le guitariste utilise les deux techniques de basses précitées.

## Apparition de la technique dupickingen France
C'est à la fin des années 1960 que le picking est apparu en France avec des musiciens comme Steve Waring et Roger Mason qui publiaient les partitions, sous forme de tablatures, de quelques morceaux de leur 33 tours Guitar Picking. Vint ensuite Marcel Dadi, qui livrait systématiquement les tablatures de ses morceaux dans les pochettes de ses disques. Marcel Dadi a joué un rôle extrêmement important non seulement dans la vulgarisation de la technique du picking, mais dans le monde de la guitare en général, notamment par la création de la convention d'Issoudun. Avec l'organisation de Rassemblements et de rapprochements de guitaristes de tous genres, aussi bien classique, flamenco, jazz, blues, rock, manouche, etc.
Le musicien et chanteur breton Alan Stivell a adapté le picking à la harpe celtique vers 1966, après avoir assisté aux hootenanies du Centre Américain de Paris, où se produisaient aussi Waring, Mason et Don Burke.